# Медаль «За заслуги в диаспорской деятельности»
Медаль «За заслуги в диаспорской деятельности» (азерб. "Diplomatik xidmətə verilən töhfəyə görə" medalı) — государственная награда Азербайджанской Республики.

## История и положения
Медаль «За заслуги в диаспорской деятельности» была учреждена указом Президента Азербайджанской Республики Ильхамом Алиевым от 3 декабря 2009 года № 1723-VQD.
Медаль «За заслуги в диаспорской деятельности» награждаются граждане Азербайджанской Республики, иностранцы и лица без гражданства за следующие заслуги:
- за значительный вклад в деятельность азербайджанской диаспоры;
- за службу по укреплению связей диаспоры с Азербайджанской Республикой и распространению объективной информации об Азербайджане в международной среде;
- за вклад в пропаганду азербайджанского языка и культуры за границей;
- за эффективную деятельность в развитии двусторонних и многосторонних связей Азербайджанской Республики в международной среде.[3]

## Описание
Медаль Азербайджанской Республики «За заслуги в диаспорской деятельности» изготовлена из бронзы с позолотой, имеет восьмиконечную звезду с двумя соприкасающимися дугами между лучами, диаметром 40 мм. На восьмиконечной звезде размещена контурная круглая плита. Круглая плита покрыта эмалью, соответствующей цветам Государственного флага Азербайджанской Республики в горизонтальном направлении. В центре круга на эмали изображены меридианы и параллели, отражающие земной шар. В нижней части земного шара изображена ветвь лавра. Все элементы рельефные и выпуклые.
Обратная сторона медали имеет гладкую поверхность. В центре обратной стороны медали размещены слова «DİASPOR FƏALİYYƏTİNDƏ XİDMƏTƏ GÖRƏ», в нижней части выгравированы серия и номер медали. Надписи рельефные и выпуклые. Медаль крепится к одежде с помощью элемента, представляющего собой пятиугольную пластину с ленточкой размером 30 мм x 13 мм. Пластина соединена двумя кольцами и зацепом. 
На золотистой ленте в центре изображена полоса темно-красного цвета шириной 7 мм, с двумя полосами темно-красного цвета шириной 2 мм, расположенными по обе стороны от центральной красной полосы на расстоянии 1,5 мм. В нижней части пятиугольной пластины выпукло изображены полумесяц и восьмиконечная звезда. К медали прилагается элемент для крепления к одежде, выполненный из той же ленты и имеющий форму прямоугольника размером 30 мм x 9 мм.

## Способ ношения
Лица, удостоенные медали, награждаются руководителем соответствующего государственного органа, назначенным исполнительной властью.
Медаль «За заслуги в диаспорской деятельности» размещается на левой стороне груди и следует за другими орденами и медалями Азербайджанской Республики после медали «За заслуги в диаспорской деятельности».